# Alchemilla murisserica
Alchemilla murisserica é uma espécie de rosácea do gênero Alchemilla, pertencente à família Rosaceae.